# Out of Control (албум)
Out of Control е петият и последен студиен албум на английската група Гърлс Алауд издаден през октомври 2008. Албумът достига номер 1 и е с общи продажби от 800 хиляди и получава 2 пъти платинен статус.

## Списък с песните

### Оригинален траклист
1. The Promise – 4:03
2. The Loving Kind – 3:54
3. Rolling Back the Rivers in Time – 4:29
4. Love Is the Key – 4:17
5. Turn to Stone – 4:25
6. Untouchable – 6:43
7. Fix Me Up – 4:26
8. Love Is Pain – 3:32
9. Miss You Bow Wow – 4:11
10. Revolution in the Head – 4:31
11. Live in the Country – 4:15

### Бонус трак
1. We Wanna Party – 3:54

### Специално издание
1. Out of Control: Making the Album (коментарно) – 29:13

### Girls A Live
1. Something Kinda Ooooh (на живо от the Local в Бирмингам, 2007) – 3:42
2. Waiting (на живо от Уембли, Chemistry Tour 2006) – 4:27
3. Call the Shots (на живо от The O2, Tangled Up Tour 2008) – 4:03
4. Deadlines & Diets (на живо от the Hammersmith Apollo, What Will The Neighbours Say? Live 2005) – 4:42
5. Close to Love (на живо от The O2, Tangled Up Tour 2008) – 4:16
6. Love Machine (на живо от the Local в Бирмингам, 2007) – 3:36
7. Biology (на живо от Уембли, Chemistry Tour 2006) – 4:24
8. Graffiti My Soul (на живо от the Hammersmith Apollo, What Will The Neighbours Say? Live 2005) – 5:05